# Who Shall Take My Life?
Pour plus de détails, voir Fiche technique et Distribution.
Who Shall Take My Life? est un film muet américain réalisé par Colin Campbell et sorti en 1917.

## Synopsis
Un homme, que toutes les preuves accablent, est reconnu coupable du meurtre d'une femme et exécuté. Mais, quelque temps plus tard, on découvre que la victime est bien vivante et travaille comme prostituée dans une cité de l'Ouest américain...

## Fiche technique
- Réalisation : Colin Campbell
- Scénario : Gilson Willets, d'après une histoire de Maibelle Heike Justice
- Production : William Nicholas Selig
- Date de sortie : États-Unis : décembre 1917

## Distribution
- Tom Santschi : Big Bill O'Shaughnessy
- Fritzi Brunette : Kate Taylor
- Edward Coxen : Fran Coswell
- Bessie Eyton : Mary Moran
- Harry Lonsdale : l'honorable James Munroe
- Eugenie Besserer : Mrs Munroe
- Al W. Filson : le gouverneur
- Virginia Kirtley : Mag Scott

## Commentaire
Tiré d'un récit de Maibelle Heikes Justice, il s'agit d'un des tout premiers films qui dénonce la peine de mort.